# Centre d'Interpretació d'Art Rupestre de les Muntanyes de Prades

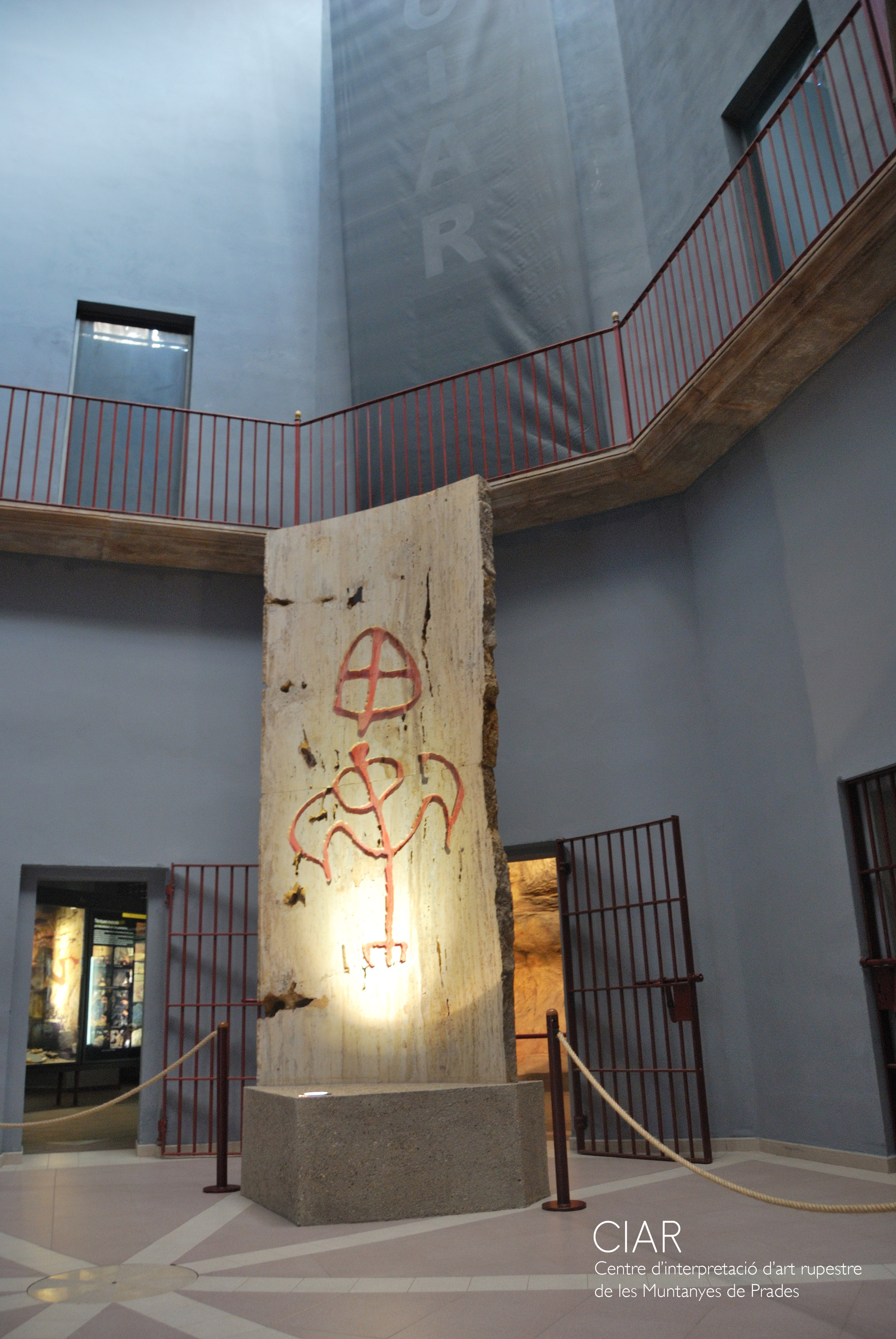
Pati central de l'antiga presó, actualment CIAR.

El Centre d'Interpretació de l'Art Rupestre de les Muntanyes de Prades (CIAR), és un centre d'interpretació de Montblanc i s'integra dins del compendi del Museu Comarcal de la Conca de Barberà (MCCB), obert al públic des de l'any 2005.
Emplaçat a l'edifici de la Presó Nova de Montblanc té com a objectius investigar, conservar i difondre l'art rupestre de les Muntanyes de Prades, declarat Patrimoni Mundial per la UNESCO l'any 1998, amb altres conjunts de l'arc mediterrani.
L'àrea expositiva s'articula mitjançant plafons retrolluminosos, diorames, còpies d'art moble, i rèpliques facsímils dels abrics amb pintures. Presenta 11 espais, principalment destinats a les manifestacions prehistòriques, tant de la comarca com de l'art rupestre mundial.
El CIAR forma part de la Ruta de l'Art Rupestre de Catalunya, dissenyada pel Museu Arqueològic de Catalunya. Aquesta ruta integra els conjunts de les Ermites a Ulldecona i la Roca dels Moros del Cogul.

## L'art rupestre de les Muntanyes de Prades
L'art rupestre de les Muntanyes de Prades reflecteixen una riquesa en temes i tendències estilístiques o formals. Han conservat un nucli d'art rupestre, format per més de 40 abrics, i dividits en dues tradicions: Art Llevantí i Art Esquemàtic. El primer és obra dels caçadors-recol·lectors d'origen preneolític i el segon als agricultors-ramaders del Neolític-Bronze. Les representacions llevantines són de mida petita que fluctua entre els 2 i els 25 centímetres, monocromes gairebé sempre, a tinta plana o contornejades i per al color s'utilitzaren minerals que els donaren una àmplia gamma de vermell-castany.

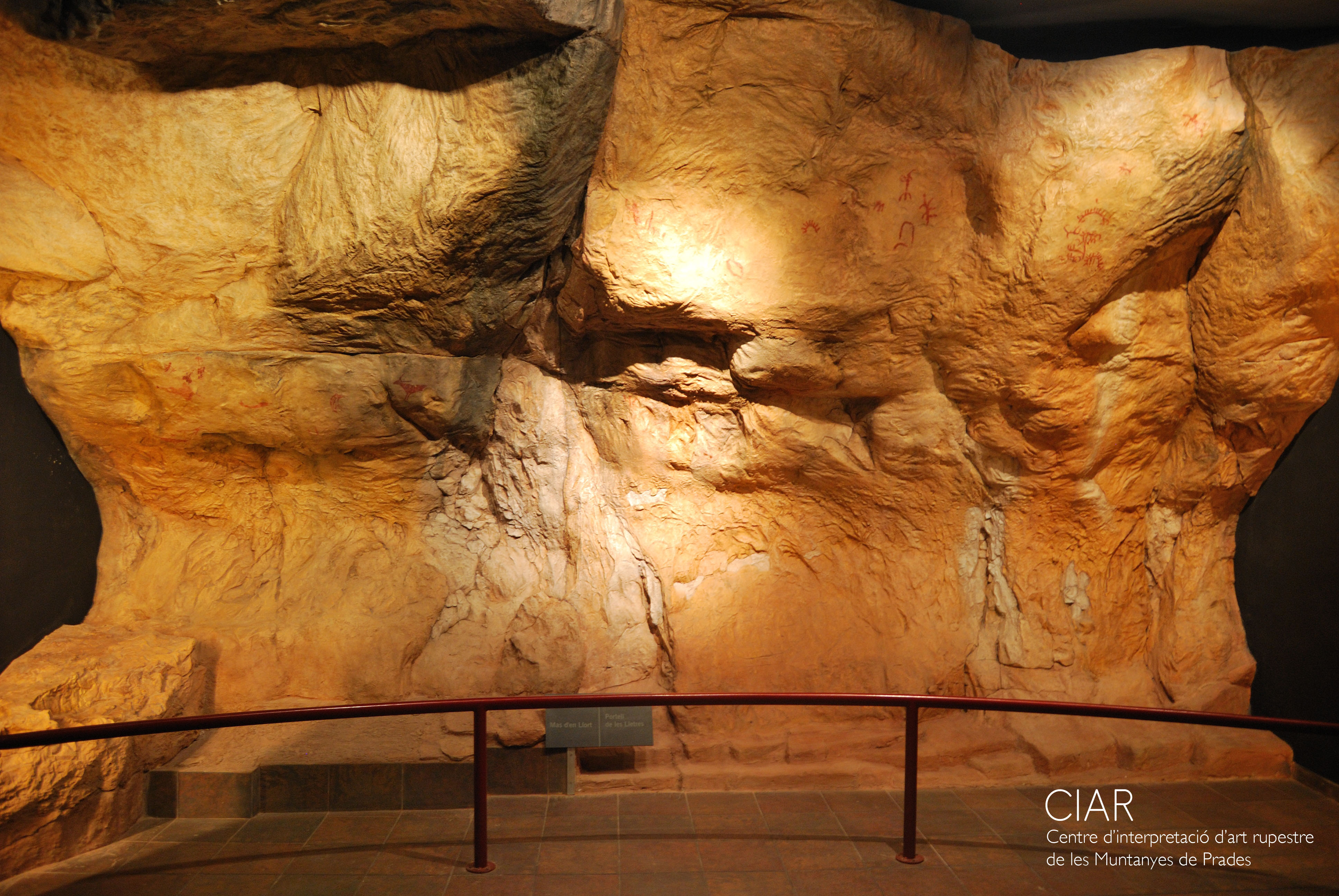
Facsímil de l'abric del Mas d'en Llort i Portell de les Lletres al CIAR.

Tanmateix, la zona també presenta altres expressions d'art rupestre en forma de gravats.

### Art figuratiu o naturalista-estilitzat
Es tracta d'art amb un discurs pictòric de caràcter narratiu, on es poden reconèixer les accions plasmades: escenes de caça, enfrontaments bèl·lics, recol·lecció... Fins ara, només s'han descobert dos conjunts d'aquestes característiques a les Muntanyes de Prades:
- Mas d'en Llort
- Mas d'en Ramon d'en Bessó

### Art esquemàtico-abstracte

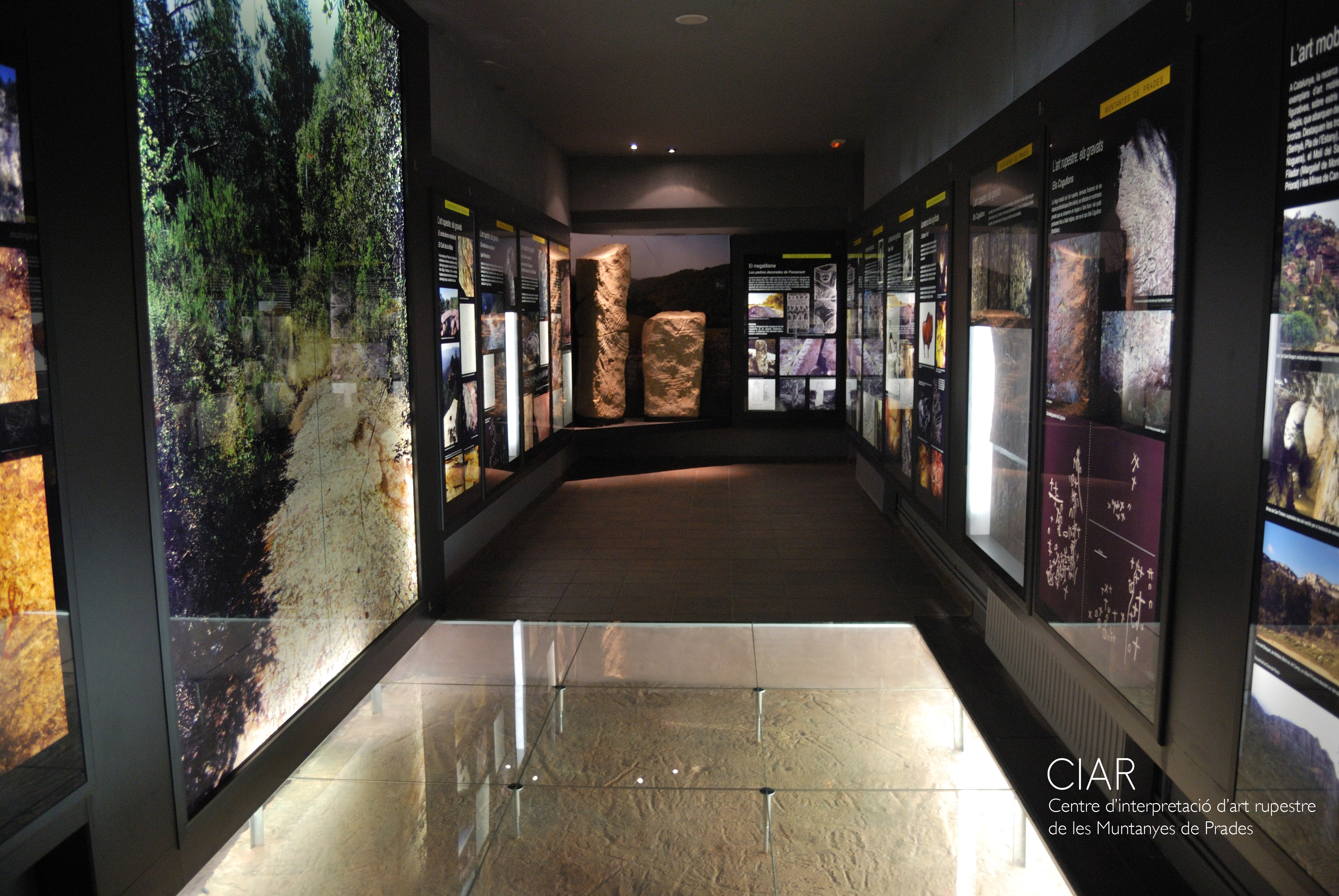
Reproducció dels gravats de les Ferradures al CIAR.

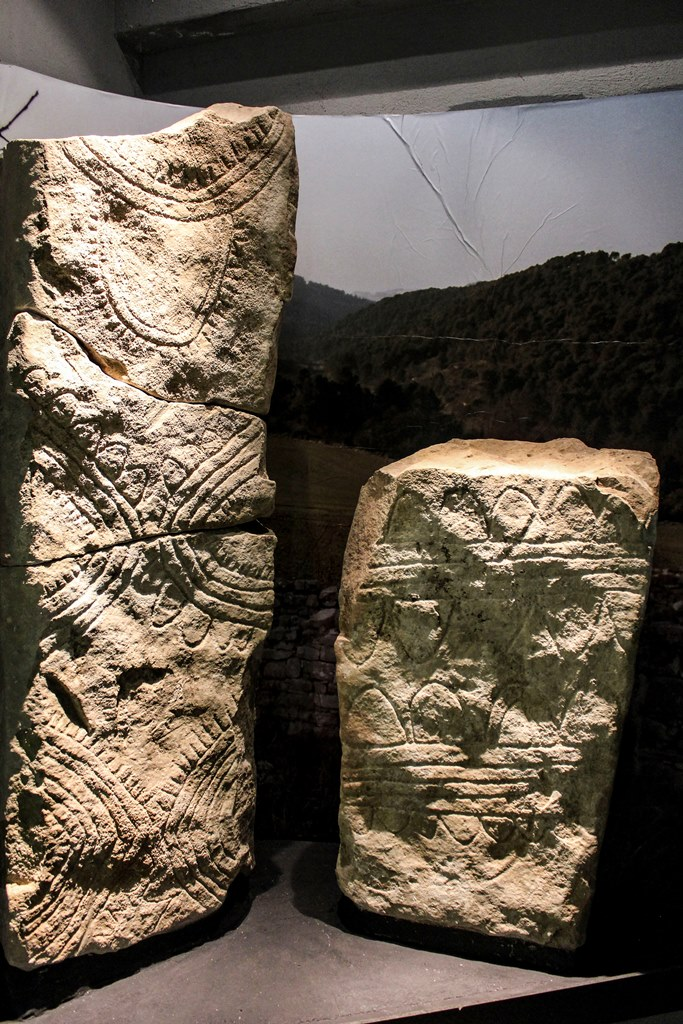
Les pedres decorades de Passanant

Manifestació pròpia de les primeres comunitats de ramaders-agrícoles. Projecten una imatge més complexa que les figuratives amb referències continuades als caràcters funeraris i altres qüestions socials. Les figures són totalment estàtiques i més properes als pictogrames que li conferèixen una visió més simbòlica. Les Muntanyes de Prades presenten, avui dia, 15 localitats, de les que destquen:
- Portell de les Lletres
- Abric del Mas d'en Carles
- Cova de les Creus
- Abrics del Britus
- Abric de la Daixa
- Abric de l'Arlequí
- Abric de la Roquerola
- Abric de Mas d'en Gran
- Abrics de la Baridana
- Abric del Gallicant
- Abric de la Mussara

### Gravats en coves i roques
Aquestes manifestacions foren realitzades, majoritàriament, durant l'Edat Mitjana en llocs que segurament ja havien estat estat escenari de culte. Destquen:
- Cova del Minaire
- Les Ferradures
- El Coll de la Mola
- Els Cogullons

## Les pedres decorades de Passanant
Al museu hi ha les esteles de Passanant, descobertes l'any 1965 a prop Passanant. Es conserven tres blocs amb gravats sobre pedra calcària. Un té quatre fileres de semicercles i dues línies horitzontals. Els altres dos estan decorats amb semicercles i un idol. Cronològicament les pedres se situen en el neolític final o calcolític.